# Saint-Nazaire-de-Pézan
Saint-Nazaire-de-Pézan (okzitanisch Sant Nazari de Pesan) ist eine französische Gemeinde mit 620 Einwohnern (Stand: 1. Januar 2022) im Département Hérault in der Region Okzitanien. Sie gehört zum Arrondissement Montpellier und ist Mitglied im Gemeindeverband Lunel Agglo. Die Einwohner werden Saint-Nazairois und Saint-Nazairoises genannt.

## Geografie

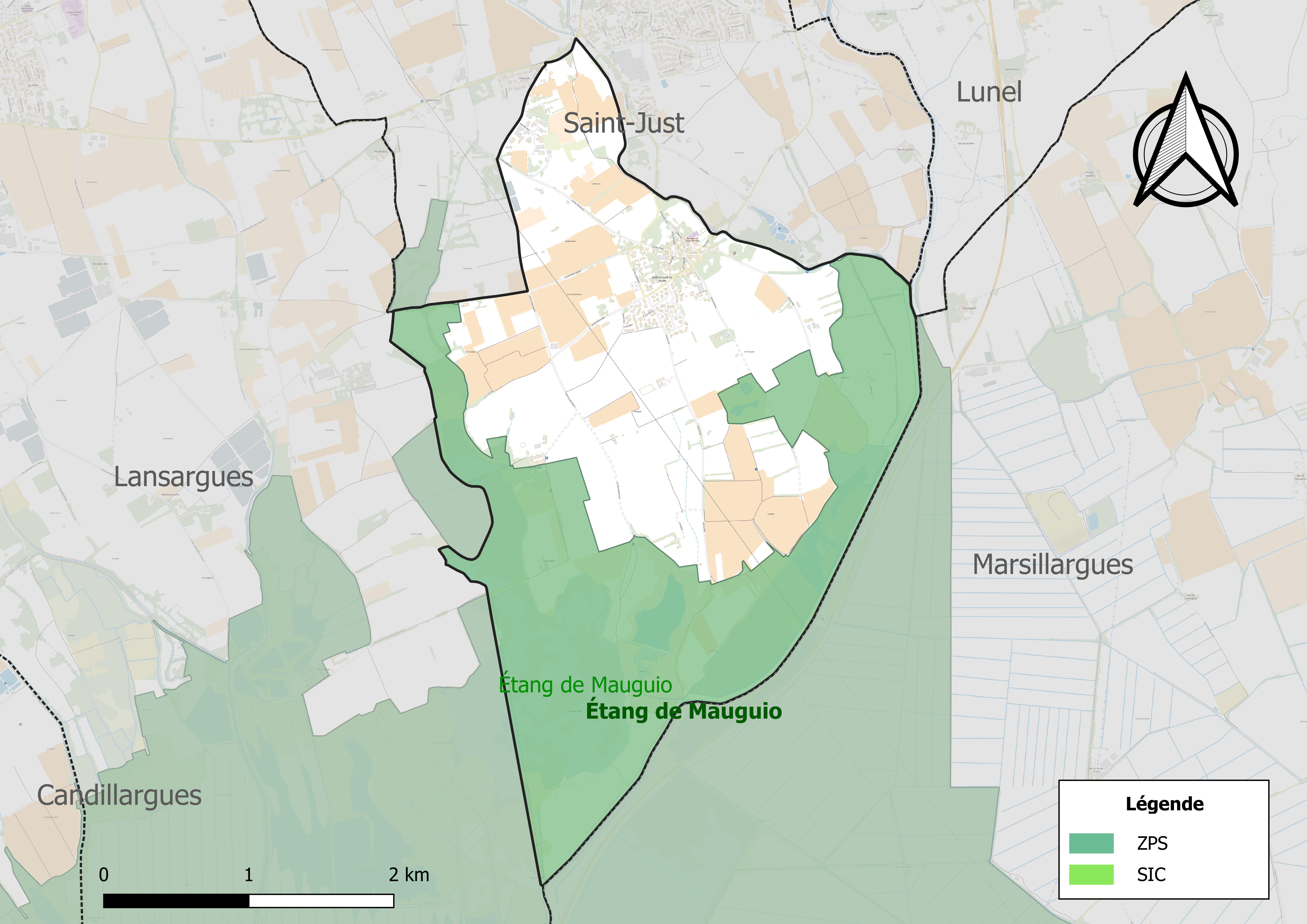
Natura 2000-Schutzgebiete der Gemeinde

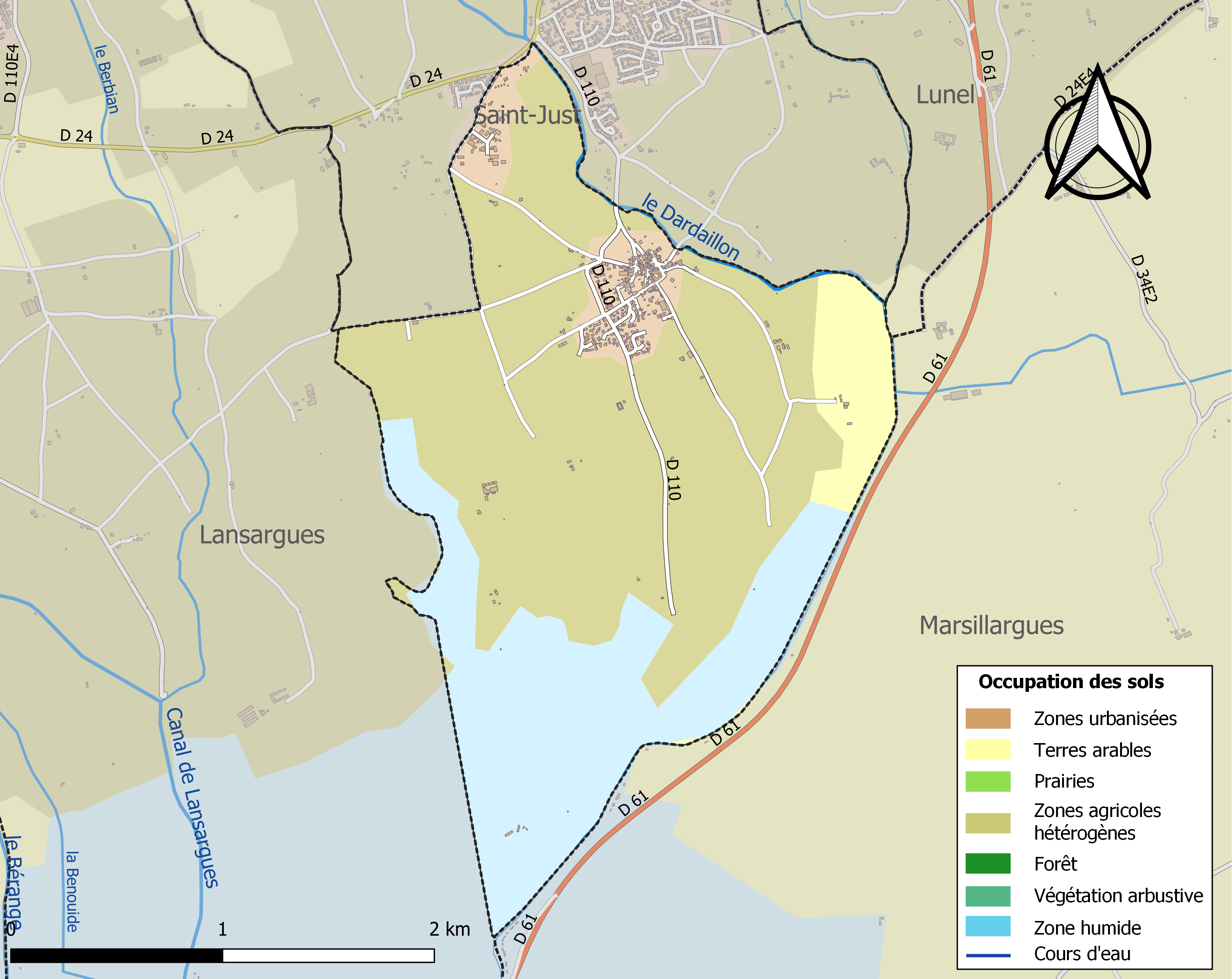
Bodennutzung, Hydrografie und Infrastruktur der Gemeinde (2018)

Saint-Nazaire-de-Pézan liegt am östlichen Rand des Départements, etwa 19 Kilometer ostnordöstlich von Montpellier und etwa 29 Kilometer südwestlich von Nîmes. Die Gemeinde wird im Nordosten vom Fluss Dardaillon begrenzt, der im äußersten Osten in den Canal de Lunel mündet, der im weiteren Verlauf das Gemeindegebiet im Osten begrenzt. Ein großer Teil im Süden besteht aus Feuchtgebieten.
Das Gebiet von Saint-Nazaire-de-Pézan ist Teil der beiden Natura 2000-Schutzgebieten „Étang de Mauguio“ (FR9101408) und „Étang de Mauguio“ (FR9112017) sowie von drei ZNIEFF-Naturzonen. Etwa zwei Drittel der Fläche der Gemeinde werden landwirtschaftlich genutzt, etwa 26 % beträgt der Anteil an Küstenfeuchtgebieten.
Umgeben wird Saint-Nazaire-de-Pézan von den Nachbargemeinden Saint-Just im Norden, Lunel im Nordosten, Marsillargues im Osten und Süden sowie Lansargues im Westen.

## Bevölkerungsentwicklung
| Saint-Nazaire-de-Pézan: Einwohnerzahlen von 1793 bis 2020                                                                  | Saint-Nazaire-de-Pézan: Einwohnerzahlen von 1793 bis 2020 | Saint-Nazaire-de-Pézan: Einwohnerzahlen von 1793 bis 2020 | Saint-Nazaire-de-Pézan: Einwohnerzahlen von 1793 bis 2020 | Saint-Nazaire-de-Pézan: Einwohnerzahlen von 1793 bis 2020 |
| --- | --------------------------------------------------------- | --------------------------------------------------------- | --------------------------------------------------------- | --------------------------------------------------------- |
| Jahr |                                                           |                                                           |                                                           | Einwohner                                                 |
| 1793 | 1793                                                      |                                                           | 80                                                        | 80                                                        |
| 1800 | 1800                                                      |                                                           | 68                                                        | 68                                                        |
| 1806 | 1806                                                      |                                                           | 59                                                        | 59                                                        |
| 1821 | 1821                                                      |                                                           | 106                                                       | 106                                                       |
| 1831 | 1831                                                      |                                                           | 106                                                       | 106                                                       |
| 1836 | 1836                                                      |                                                           | 138                                                       | 138                                                       |
| 1841 | 1841                                                      |                                                           | 145                                                       | 145                                                       |
| 1846 | 1846                                                      |                                                           | 176                                                       | 176                                                       |
| 1851 | 1851                                                      |                                                           | 153                                                       | 153                                                       |
| 1856 | 1856                                                      |                                                           | 181                                                       | 181                                                       |
| 1861 | 1861                                                      |                                                           | 185                                                       | 185                                                       |
| 1866 | 1866                                                      |                                                           | 201                                                       | 201                                                       |
| 1872 | 1872                                                      |                                                           | 168                                                       | 168                                                       |
| 1876 | 1876                                                      |                                                           | 180                                                       | 180                                                       |
| 1881 | 1881                                                      |                                                           | 135                                                       | 135                                                       |
| 1886 | 1886                                                      |                                                           | 143                                                       | 143                                                       |
| 1891 | 1891                                                      |                                                           | 149                                                       | 149                                                       |
| 1896 | 1896                                                      |                                                           | 170                                                       | 170                                                       |
| 1901 | 1901                                                      |                                                           | 185                                                       | 185                                                       |
| 1906 | 1906                                                      |                                                           | 197                                                       | 197                                                       |
| 1911 | 1911                                                      |                                                           | 218                                                       | 218                                                       |
| 1921 | 1921                                                      |                                                           | 253                                                       | 253                                                       |
| 1926 | 1926                                                      |                                                           | 233                                                       | 233                                                       |
| 1931 | 1931                                                      |                                                           | 286                                                       | 286                                                       |
| 1936 | 1936                                                      |                                                           | 205                                                       | 205                                                       |
| 1946 | 1946                                                      |                                                           | 197                                                       | 197                                                       |
| 1954 | 1954                                                      |                                                           | 215                                                       | 215                                                       |
| 1962 | 1962                                                      |                                                           | 235                                                       | 235                                                       |
| 1968 | 1968                                                      |                                                           | 224                                                       | 224                                                       |
| 1975 | 1975                                                      |                                                           | 200                                                       | 200                                                       |
| 1982 | 1982                                                      |                                                           | 278                                                       | 278                                                       |
| 1990 | 1990                                                      |                                                           | 469                                                       | 469                                                       |
| 1999 | 1999                                                      |                                                           | 539                                                       | 539                                                       |
| 2006 | 2006                                                      |                                                           | 550                                                       | 550                                                       |
| 2013 | 2013                                                      |                                                           | 591                                                       | 591                                                       |
| 2020 | 2020                                                      |                                                           | 610                                                       | 610                                                       |
| Quelle(n): EHESS/Cassini bis 1999, INSEE ab 2006 Anmerkung(en): Ab 1962 offizielle Zahlen ohne Einwohner mit Zweitwohnsitz |                                                           |                                                           |                                                           |                                                           |

## Sehenswürdigkeiten
- Kirche Saint-Nazaire-et-Saint-Celse aus dem Beginn des 17. Jahrhunderts mit Ursprüngen aus dem 11. Jahrhundert

## Verkehr
Saint-Nazaire-de-Pézan liegt fernab von größeren Verkehrsachsen. Die Departementsstraße D 110 verbindet die Gemeinde mit Saint-Just. Eine Buslinie der regionalen Transportgesellschaft liO verbindet die Gemeinde einmal täglich während der Schulzeit mit Lunel und mit Lattes und dortigen Anschlüssen an das Straßenbahnnetz von Montpellier.